# Albert Preu

Albert Preu als Bubenreuther, 1887

Albert Preu (geboren am 12. April 1868 in Castell; gestorben am 14. Juni 1944 in Bayreuth) war ein deutscher Verwaltungsjurist und Kommunalpolitiker. Er war das erste Bayreuther Stadtoberhaupt, das nicht vom Stadtrat, sondern von den Bürgern gewählt wurde.

## Werdegang
Preu kam als Sohn eines Kirchenrats im unterfränkischen Pfarrdorf Castell zur Welt. Nach dem Abitur an einem Schweinfurter Gymnasium studierte er Rechtswissenschaften an den Universitäten Erlangen und München. Während seines Studiums wurde er 1887 Mitglied der Burschenschaft Bubenruthia Erlangen.  Nach dem juristischen Vorbereitungsdienst trat er am 2. Juli 1894 als Rechtsrat in den Dienst der Stadt Bayreuth. Am 6. Januar 1908 wurde der „prinzipientreue und gottesfürchtige“ Jurist zum Zweiten Bürgermeister gewählt und am 7. März in sein Amt eingeführt. Damit hatte die Stadt zum ersten Mal seit 60 Jahren wieder einen weiteren Bürgermeister.
Als der erzkonservative Oberbürgermeister Leopold von Casselmann mit der Zeitenwende von 1918/19 amtsmüde wurde, rettete Preu für das bürgerliche Lager dessen Amt vor dem Zugriff der Sozialisten. Der volkstümliche Kandidat siegte bei der ersten Direktwahl des Bürgermeisters am 13. Juli 1919 mit einem großen Vorsprung vor den Konkurrenten Karl Hugel (SPD) und Friedrich Puchta (USPD). Als „graue Eminenz“ übte Casselmann allerdings auch nach seiner Verabschiedung noch einen nachhaltigen Einfluss auf die Rathauspolitik aus.
Preu begleitete als Oberbürgermeister Bayreuth durch die gesamte Zeit der Weimarer Republik bis zu deren bitteren Ende. Trübe wirtschaftliche Perspektiven, die Hyperinflation des Jahres 1923, politische „Hahnenkämpfe“ im Rathaus, infame antisemitische Hetzkampagnen, Säbelrasseln der Militärs und schließlich die Zuspitzung der Arbeitslosigkeit erschwerten sein Tun. 1923 kam erstmals Adolf Hitler anlässlich des „Deutschen Tags“ in die Stadt, die der braune Agititor Hans Schemm Ende der 1920er Jahre zu einer Hochburg der Nationalsozialisten machte. Bei dieser Veranstaltung war Preu zu Gast und sprach vor dem Bund „Bayern und Reich“, der Jahre später im Stahlhelm-Bund aufging, „in warmen vaterländische[n] Worten“. Frühzeitig, aber letztlich vergebens, versuchte Preu, der Verwilderung der politischen Sitten entgegenzusteuern; 1923 wurde eine ortspolizeiliche Vorschrift gegen „Rabaukentum“ und Saalschlachten erlassen.
Am 4. Januar 1921 rief Preu zur Gründung einer Stadtbibliothek auf. Die Bücherei wurde am 16. Juni jenes Jahres mit zunächst 560 Bänden „guter Unterhaltungsliteratur“, die aus der Kanzleibibliothek und von privaten Spendern stammten, im Alten Rathaus am Markt eröffnet. In seine Amtszeit fielen 1925 die Anlage des Flugplatzes bei Laineck und der Bau des 1929 eröffneten Hallenbads „Stadtbad“; die Volkshochschule, das Stadtarchiv und das Stadtmuseum entstanden, Betriebe wurden angesiedelt und neue Wohnviertel (z. B. am Stuckberg) gebaut.
Der dem konservativen Lager angehörende Preu blieb bis zum Eintritt in den Ruhestand im April 1933 im Amt. Beim „Deutschen Tag“ der NSDAP am 30. September 1923 in Bayreuth ließ er – wie von den Nationalsozialisten erhofft – das Bayreuther Rathaus anstelle mit der offiziellen schwarz-rot-goldenen Flagge mit dem republikfeindlichen Schwarz-Weiß-Rot beflaggen und trat auch als Redner auf, wobei er offen mit der völkischen Bewegung sympathisierte. Als der sozialdemokratische Reichspräsident Friedrich Ebert 1925 starb, ließ Preu zunächst die Trauerflagge hissen, um sie dann auf Druck der „vaterländischen“ Rathausmehrheit wieder einzuziehen.
Wegen seiner sozialen Gesinnung genoss das tief im christlichen Glauben verwurzelte Stadtoberhaupt indes auch Ansehen bei den „kleinen Leuten“. Gerühmt wurden sein Witz und sein Esprit, gelegentliche alkoholische Exzesse schienen seinem Ansehen nicht zu schaden. Der Oberbürgermeister liebte die Geselligkeit und war Mitglied des 1901 gegründeten „Stamms“ der „Wilden Indianer“, wo er den Kriegernamen Schwarze Wolke trug. Wiederholt wurde er schwankenden Schritts von einem Gendarm nach Hause gebracht, sehr zum Missfallen seiner Ehefrau Emilie, einer überzeugten Blaukreuzlerin.
Auch Preu wurde von einer gewissen Euphorie erfasst, als die Nationalsozialisten 1933 mit Getöse die Macht übernahmen. Über den Tag von Potsdam schämte er sich nicht zu schreiben: „Der überwältigende Aufschwung des 21. März [1933] war – ich kann das bekennen – mit das Größte und Erhabendste, was ich seit den Tagen des Kriegsbeginns [1914] zu fühlen bekam“. Mit seinem 65. Geburtstag im April 1933 pensionsreif geworden, bereiteten ihm die Nationalsozialisten einen ehrenvollen Abgang und verliehen ihm das Ehrenbürgerrecht. Die „Befreiung der Volksseele“ (Zitat Preu) erwies sich spätestens beim Kirchenkampf auch für bekenntistreuen Christen und Kirchgänger als grausame Täuschung. Als die Nationalsozialisten 1938 die Juden durch die Straßen trieben, wollte Preu diese Exzesse sogar mit polizeilicher Hilfe unterbinden.
Der begeisterte Wanderer Preu starb 1944 an Speiseröhrenkrebs. Die Chronik seiner Amtszeit, die er auf Wunsch des NSDAP-Oberbürgermeisters Fritz Kempfler verfasst hatte, wurde im April 1945 vernichtet.

## Ehrungen
- 1933: Ehrenbürger der Stadt Bayreuth
- 1947 wurde in Bayreuth die ehemalige Karlstraße, wo mit der Nr. 3 Preus Wohnhaus steht, in Albert-Preu-Straße benannt.[10]

## Sonstiges
Heinrich Bedford-Strohm, von 2014 bis 2021 Ratsvorsitzender der Evangelischen Kirche in Deutschland,  ist ein Urenkel Albert Preus.